# Mrizigue
Mrizigue  (in arabo امريزيك‎?) è un centro abitato e comune rurale del Marocco situato nella provincia di Settat, regione di Casablanca-Settat. Conta una popolazione di 8 376 abitanti (censimento 2014).